# Andries Pretorius
Andries Wilhelmus Jacobus Pretorius (Graaff-Reinet, 27 de noviembre de 1798-Magaliesberg, 23 de julio de 1853) fue un líder de los bóeres que contribuyó decisivamente a la creación de la República de Transvaal, así como de la más temprana pero efímera República Natalia en la actual Sudáfrica.

## Biografía
Originalmente un granjero bóer de la Colonia del Cabo y descendiente de uno de los pobladores neerlandeses más tempranos en Sudáfrica, dejó su casa y se unió al Gran Trek. Vía el Estado Libre de Orange, cruzó los Drakensberg en Natal, y llegó en noviembre de 1838, cuando los emigrantes allí estaban sin un líder reconocido. Fue elegido inmediatamente comandante general y rápidamente recabó una fuerza para vengar las muertes de Piet Retief y su grupo, que habían sido asesinados por el rey zulú Dingane en traicioneras circunstancias.
El 16 de diciembre de 1838, la fuerza de Pretorius de aproximadamente 500 hombres fue atacada por más de 10 000 zulúes, que fueron rechazados con una pérdida estimada de 3000 hombres en lo que se conoció como la batalla del Río Sangriento. El día fue recordado como el Día de Dingane por los afrikáneres hasta 1910, cuando fue renombrado como el Día de la Promesa y fue reconocido como fiesta nacional por el primer gobierno sudafricano. Después de la caída del apartheid en 1994, el día fue conservado como feriado nacional como un acto de conciliación a los afrikáneres, pero fue renombrado como el Día de la Reconciliación. En enero de 1840, Pretorius, junto con un comando de 400 burgueses, ayudó a Mpande en su rebelión contra su medio hermano Dingane. Fue también uno de los líderes de los bóeres de Natal en su oposición a los británicos. En 1842, sitió la pequeña guarnición británica en Durban, pero se retiró a Pietermaritzburg a la llegada de refuerzos bajo el coronel Josias Cloete. Después, ejerció su influencia con los bóeres a favor de la llegada a una solución pacífica con los británicos.
Permaneció en Natal como súbdito británico, y en 1847 fue elegido por los granjeros bóeres de Natal para presentar sus agravios ante el gobernador de la Colonia del Cabo, por la afluencia de inmigración continua de nativos a los que les eran adjudicados emplazamientos en perjuicio de los reclamos bóeres de tierras. Pretorius fue a Grahamstown a fin de buscar a una audiencia con el gobernador, sir Henry Pottinger, sin embargo rechazó ver Pretorius o recibir cualquier comunicación de él. Pretorius volvió a Natal determinado a abandonar su granja y emprender una vez más el viaje dificultoso más allá de los dominios británicos.
Con considerables seguidores, se disponía a cruzar los Drakensberg cuando sir Harry Smith, el gobernador recién designado del Cabo, alcanzó el campamento de los emigrantes en el río Tugela en enero de 1848. Smith prometió protección a los granjeros de los nativos y persuadió a muchos del grupo a permanecer, pero Pretorius se marchó y, con la proclamación de la soberanía británica hasta el río Vaal, fijó su residencia en Magaliesberg, al norte de aquel río. Fue elegido por los burgueses que vivían en ambas orillas del Vaal como su comandante general. A petición de los bóeres de Winburg, cruzó el Vaal en julio y condujo el partido antibritánico con su «guerra de la libertad», ocupando Bloemfontein el 20 de julio. En agosto, fue derrotado en Boomplaats por Smith y se retiró al norte del Vaal, donde se convirtió en el líder de uno de los más grandes partidos entre los que se dividían los bóeres de Transvaal, y comandante general de Potchefstroom y Rustenburg; su principal rival era el comandante general A. H. Potgieter.
En 1851, fue indagado por los bóeres descontentos del río de Orange y el jefe basuto Moshoeshoe I fue en su ayuda, y anunció su intención de cruzar el Vaal para «restaurar el orden». Su objeto, sin embargo, era obtener un reconocimiento de la independencia de los bóeres del Transvaal de los británicos. El gabinete británico, habiendo decidido una política de abandono, se interesó en la oferta de Pretorius, y la recompensa de 2000 libras por su aprehensión, que había sido ofrecido después de la batalla de Boomplaats fue retirada. Se encontró con los comisarios británicos en una granja cerca del río Sand, y el 17 de enero de 1852 concluyeron la convención por la cual la independencia de los bóeres del Transvaal fue reconocida por Gran Bretaña.
Cruzó de nuevo el río Vaal y el 16 de marzo se reconcilió con Potgieter en Rustenburg. Los seguidores de ambos líderes aprobaron la convención, aunque el partido de Potgieter no hubiera estado representado. En el mismo año, visitó Durban con el objeto de la apertura del comercio entre Natal y la nueva república. En 1852 también intentó cerrar el camino al interior por Bechuanalandia y envió a un comando a la frontera occidental contra Sechele. Durante esta expedición, la casa de David Livingstone en Kolobeng fue saqueada.
Murió en su casa en Magaliesberg. Fue descrito por Theal como «el líder más competente y el representante más perfecto de los Granjeros Emigrantes». En 1855, un nuevo distrito y una nueva ciudad fueron formados de los distritos Potchefstroom y Rustenburg por su hijo, Marthinus Wessel Pretorius, y la llamaron Pretoria en honor al difunto comandante general. Su hijo Marthinus Wessel Pretorius fue también el primer presidente de la República de Transvaal.